# Corpo forestale dello Stato
Corpo forestale dello Stato (CFS), Státní lesnický sbor, byl bezpečnostní sbor italského státu, jehož úkolem byla ochrana přírodních zdrojů. 
Uniformovanou lesní stráž Sardinského království zřídil 15. října roku 1822 král Karel Felix Sardinský. Po sjednocení Itálie na ni navázal Královský lesní sbor (Corpo Reale delle Foreste), přejmenovaný za fašistického režimu na Lesnickou milici (Milizia forestale) a po zrušení monarchie na Státní lesnický sbor. Luigi Luzzatti se zasloužil o vymezení pravomocí lesníků i založení akademie pro jejich vzdělávání ve Vallombrose
Corpo forestale dello Stato podléhal italskému ministerstvu zemědělství, výživy a lesů a v jeho čele stál generální inspektorát (Ispettorato generale). Úkolem zaměstnanců bylo stíhat pytláctví, pašeráctví, nepovolenou těžbu dřeva, černé skládky a zakládání ohňů mimo vyhrazené lokality. Měli policejní pravomoci, byli strážci národních parků a dohlíželi na dodržování Úmluvy o mezinárodním obchodu s ohroženými druhy volně žijících živočichů a planě rostoucích rostlin. Byli vybaveni k hašení lesních požárů a k boji proti lavinám. Vyzbrojeni byli pistolemi Beretta, používali terénní vozidla Fiat, motocykly Guzzi a vrtulníky AgustaWestland. Nosili uniformy v charakteristické šedozelené barvě. Tísňové volání CFS mělo předvolbu 1515.
Sbor měl také sportovní organizaci Gruppo Sportivo Forestale, která provozovala oddíly v patnácti sportovních odvětvích. Mezi jejími členy byli olympijští medailisté Stefania Belmondová, Giovanna Trilliniová, Ennio Falco, Elisabetta Perroneová a Deborah Compagnoniová.
V roce 2016 byl CFS na celostátní úrovni zrušen a zařazen organizačně pod karabiniéry jako Oddělení lesnictví, životního prostředí a výživy (Tutola forestale, ambientale e agroalimentare). V té době měl v celé Itálii 7 781 příslušníků. Autonomní regiony Furlansko-Julské Benátsko, Sardinie, Sicílie, Tridentsko-Horní Adiže a Údolí Aosty nadále udržují svoje vlastní lesnické sbory.
V prostředí pracovníků CSF se odehrává italský televizní seriál Na krok od nebe s Terrence Hillem v hlavní roli. 